# Православие в Малайзии
Православие в Малайзии представлено приходами Русской православной церкви во имя Архангела Михаила в городе Куала-Лумпур, общиной в честь апостола Андрея Первозванного в городе Лукут, приходе Благовещения Пресвятой Богородицы в городе Джохор Бару, православной общины в честь великомученика Георгия Победоносца острова Пинанг. Архипастырское окормление приходов с момента их принятия в РПЦ поручено митрополиту Сингапурскому Сергию, экзарху Юго-Восточной Азии, настоятелем является архимандрит Павел (Хохлов).
В Малайзии существует также приход древневосточной Сирийской православной церкви, в котором службы идут на английском языке. Этот приход посещал Патриарх Московский и всея Руси Кирилл, когда был митрополитом Смоленским и Калининградским[значимость факта?].